# Piotr Augustyniak (aktor)
Piotr Augustyniak (ur. 8 czerwca 1932 w Kościanie, zm. w lipcu 2020 w Łodzi) – polski aktor teatralny, także filmowy i telewizyjny. Związany przede wszystkim ze Sceną Polską w Czeskim Cieszynie.

## Kariera
Początkowo pracował w teatrze jako adept – w latach 1951–1959 na Scenie Polskiej w Czeskim Cieszynie. Oficjalny aktorski debiut teatralny przypadł 7 listopada 1959. W latach 1959–1960 występował w Starym Teatrze im. Heleny Modrzejewskiej w Krakowie, od 1960 do 1962 w krakowskim Teatrze Rozmaitości, w latach 1962–1964 ponownie na Scenie Polskiej w Czeskim Cieszynie, od 1964 do 1966 w Teatrze im. J. Słowackiego w Krakowie, w latach 1965–1972 w łódzkiej operetce, 1972–1978 w łódzkiej operetce, a od 1981 do 1996 ponownie w Cieszynie.
Wystąpił też w kilkunastu filmach.

## Spektakle teatralne

### Scena Polska, Czeski Cieszyn
- 1952 – Gwałtu, co się dzieje! jako Filip Grzegotka (reż. Jan Havlasek)
- 1953 – Mój syn jako Michał-Affra-Naggy; Braun (reż. Władysław Niedoba)
- 1954 – Spryciarz Gelo jako Gelo Sebechlebsky (reż. Mirosław Vecera)
- 1955 – Śluby panieńskie jako Gustaw (reż. Witold Rybicki)
- 1963 – Mam`zelle Nitouche jako Fernand de Champlatreux (reż. Zdenek Bittl)
- 1964 – Widok z mostu jako Louis (reż. Alojzy Nowak)
- 1984 – Popiół i diament jako prezydent Święcki (reż. Andrzej Ziębiński)
- 1985 – Henryk VI na łowach jako Henryk VI (reż. Witold Rybicki)
- 1988 – R.U.R jako inżynier Fabry (reż. Wojciech Zeidler)
- 1988 – Wesele pana Balzaca jako dr Knothe (reż. W. Rybicki)
- 1991 – Skok z łóżka jako Karol-Edward des Saint-Nom (reż. Jan Klemens)
- 1991 – Pan Tadeusz jako Podkomorzy (reż. Wojciech Jesionka)
- 1991 – Co nam zostało z tych lat... (reż. Rudolf Moliński)
- 1992 – Pierścień i róża jako król Paflagonii Walorazo (reż. Grzegorz Lewandowski)
- 1992 – Chłopcy jako Smarkul (reż. Marek Mokrowiecki)
- 1992 – Niespodzianka jako Abramek (reż. R. Moliński)
- 1992 – Jak obrabować bank jako Mastellone (reż. Tadeusz Pliszkiewicz)
- 1993 – Każdemu wolno kochać (reż. Tadeusz Wiśniewski)
- 1993 – Antygona jako posłaniec (reż. R. Moliński)
- 1993 – Czarna Julka jako Franz Josef der Erste (reż. Janusz Klimsza)
- 1993 – Gang Albertów i panna Matylda jako baron (reż. R. Moliński)
- 1994 – Jak drogie są wspomnienia (reż. T. Wiśniewski)
- 1994 – Król IV jako minister wewnętrzny (reż. R. Moliński)
- 1994 – Dekameron jako Bartoli; Cyrulik Simon (reż. J. Klimsza)
- 1994 – Szatan z VII klasy jako Paweł Gassowski, historyk (reż. Zofia Mikulska)
- 1994 – Moralność pani Dulskiej jako Dulski (reż. R. Moliński)
- 1995 – Przekłady jako kapitan Lancey (reż. Grzegorz Stanisławiak)
- 1995 – Poskromienie złośnicy jako Vincencjo (reż. T. Pliszkiewicz)
- 1995 – Szczęśliwi we troje jako Verdurin (reż. J. Klimsza)
- 1996 – Kopciuszek jako ochmistrz (reż. Ryszard Zarewicz)
- 1996 – Uśmiechnij się, Polaku wg Kabaretu Starszych Panów (reż. R. Moliński)
- 1996 – Igraszki z diabłem jako Karborund (reż. R. Moliński)

### Stary Teatr im. Modrzejewskiej, Kraków
- 1959 – Niespokojna starość jako II student (reż. Władysław Krzemiński)
- 1959 – Zawisza Czarny jako dworzanin (reż. Jerzy Goliński)

### Teatr Rozmaitości, Kraków
- 1961 – Zielony gil jako Don Antonio (reż. Jerzy Merunowicz)
- 1961 – Roxy jako Tony Anderson (reż. Maria Biliżanka)
- 1962 – Król i grajek jako ochmistrz (reż. M. Biliżanka)
- 1962 – Świerszcz za kominem jako Obcy Pan (reż. M. Biliżanka)

### Teatr im. Juliusza Słowackiego w Krakowie
- 1964 – Jak wam się podoba jako pan II (reż. Maria Broniewska)
- 1964 – Z00 jako sędzia przysięgły (reż. W. Krzemiński)
- 1965 – Noc listopadowa jako Zaliwski (reż. Bronisław Dąbrowski)
- 1965 – Tragedia optymistyczna jako wysoki marynarz (reż. Lidia Zamkow)
- 1965 – Opera za trzy grosze jako żebrak (reż. L. Zamkow)
- 1965 – Samuel Zborowski (reż. Jerzy Kreczmar)

### Operetka, Łódź
- 1966 – Fajerwerk jako Józef (reż. Tadeusz Cygler)
- 1971 – Bal w operze jako Filip (reż. Henryk Mozer)

### Teatr Muzyczny, Łódź
- 1973 – Kariera Nikodema Dyzmy jako hrabia Ponimirski (reż. Jan Perz)
- 1978 – Oh! Laleczko... jako Cezary (reż. Leon Langer)

## Filmografia
- 1964 – Koniec naszego świata jako Wirth, lekarz SS
- 1964 – Obok prawdy jako Nalazek
- 1970 – Dziura w ziemi jako uczestnik narady
- 1970 – Twarz anioła
- 1973 – Profesor na drodze
- 1975 – Dzieje grzechu
- 1978 – Do krwi ostatniej...
- 1978 – Romans Teresy Hennert
- 1978 – Umarli rzucają cień jako tajniak
- 1979 – Do krwi ostatniej (serial)
- 1983 – Złe dobrego początki
- 1985 – W cieniu nienawiści
- 1987 – Bez grzechu
- 1990 – Zabić na końcu
- 1999 – Patrzę na ciebie, Marysiu

Źródło: Filmpolski.pl.

### Seriale
- 1969 – Przygody pana Michała
- 1970 – Doktor Ewa
- 1974 – Ile jest życia jako celnik czechosłowacki

Źródło: Filmpolski.pl.